# Sao chổi Shoemaker-Levy 9

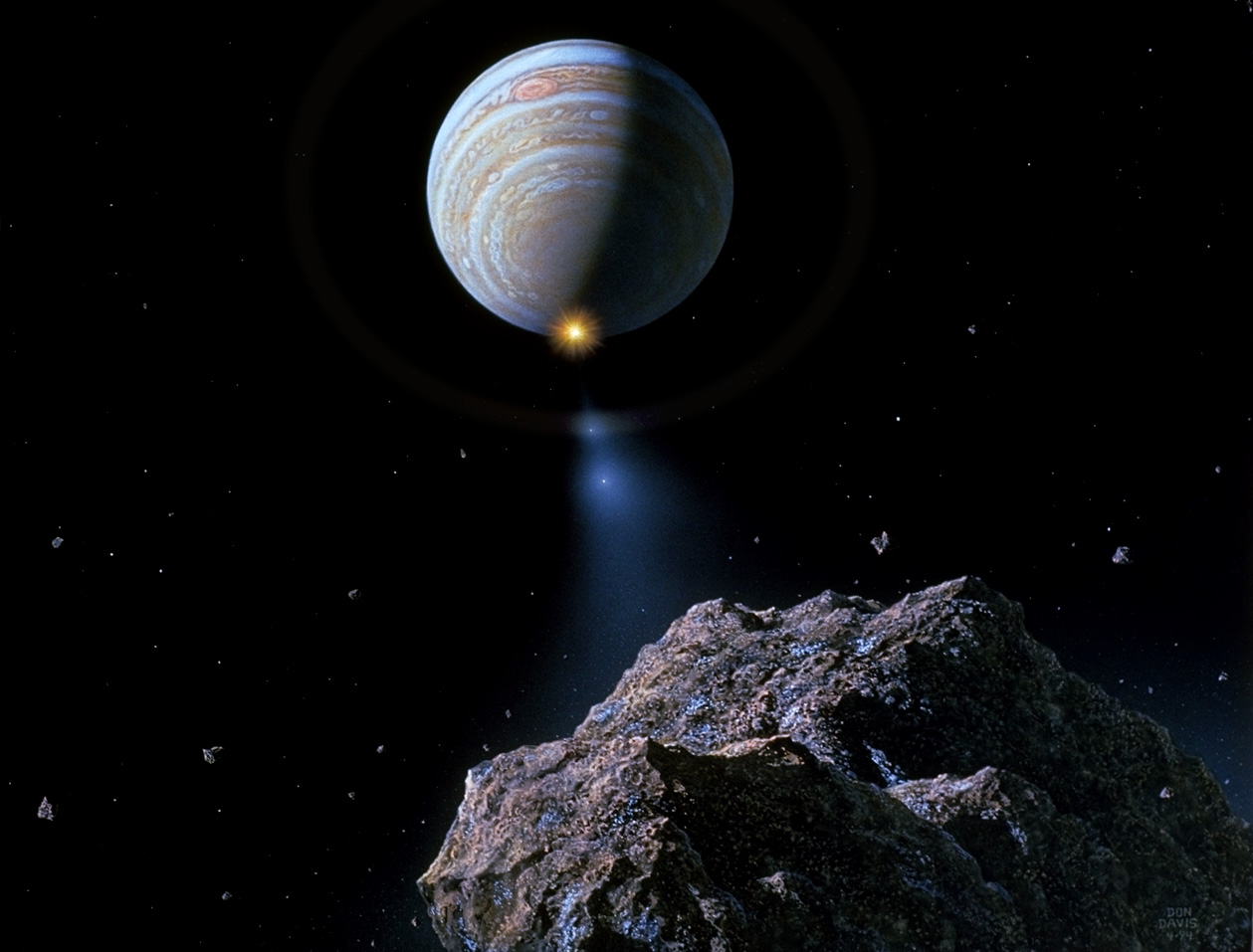
Sao chổi SL9 lao vào Sao Mộc
Hình minh họa của Don Davis.

Sao chổi Shoemaker-Levy 9 (SL9, tên gọi thiên văn D/1993 F2) là một sao chổi va vào Sao Mộc năm 1994, và các nhà thiên văn đã được chứng kiến lần đầu hiện tượng hai thiên thể trong Hệ Mặt Trời đâm vào nhau. Sự kiện này được báo chí trên thế giới đăng tải và nhiều nhà thiên văn khắp thế giới theo dõi sát. Vụ va chạm gợi mở nhiều thông tin về Sao Mộc, như khí quyển và vai trò của hành tinh này trong việc dọn dẹp rác vũ trụ cho vòng trong của Hệ Mặt Trời.

## Lịch sử phát hiện
Các nhà thiên văn Carolyn Shoemaker, Eugene M. Shoemaker và David Levy đã khám phá ra sao chổi này, là sao chổi thứ 9 được phát hiện. Nó được định vị vào ngày 24 tháng 3 năm 1993, trong ảnh chụp qua kính viễn vọng Schmidt đường kính 0,46 mét ở Đài thiên văn núi Palomar, California, Hoa Kỳ. Các nghiên cứu nhanh chóng cho thấy sao chổi này không giống các sao chổi đã biết: nó quay quanh Sao Mộc chứ không quay quanh Mặt Trời, dường như bị Sao Mộc hút vào từ một quỹ đạo quanh Mặt Trời trước đó vào những năm đầu của thập kỷ 1970. SL9 nhanh chóng vượt qua giới hạn Roche và bị vỡ thành nhiều mảnh (các quan sát ghi nhận được 21 mảnh) đâm vào khí quyển hành tinh khí khổng lồ.

## Vệ tinh của Sao Mộc
Lúc được khám phá, SL9 đã tan rã thành nhiều mảnh, có đường kính lên đến 2 km, với nguyên nhân được cho là do lực triều của Sao Mộc kéo vỡ từ tháng 7 năm 1992. Các mảnh này sau đó đâm vào khí quyển ở nam bán cầu Sao Mộc trong khoảng thời gian từ 16 tháng 7 đến 22 tháng 7 năm 1994, với tốc độ tương đối so với Sao Mộc là 60 kilômét trên giây. Nhiều tháng sau các vụ đâm để lại những vết đen hình tròn trên bề mặt Sao Mộc, được nhiều nhà quan sát miêu tả là còn rõ hơn Vết Đỏ Lớn của hành tinh này.

## Hố va chạm

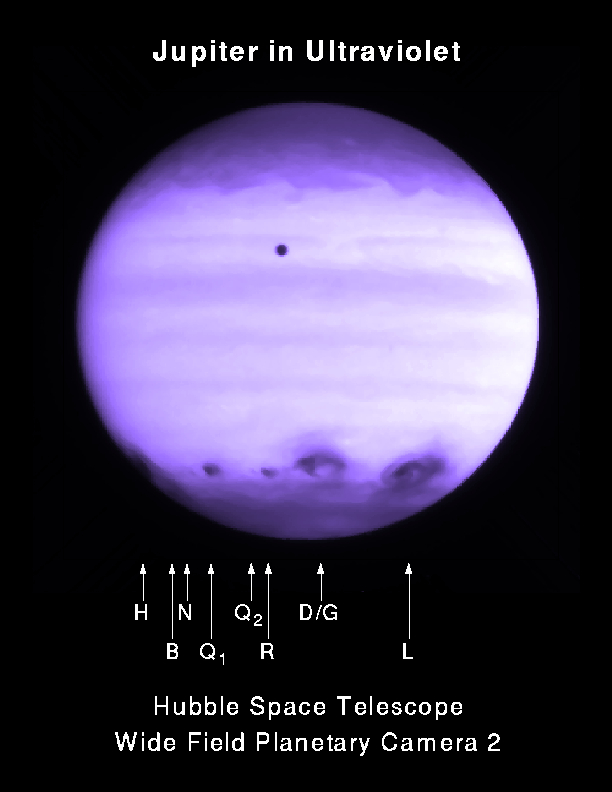
Hố va chạm R (thứ ba từ phải sang) được coi là một tàn tích của sao chổi SL9.

Trong vòng 6 ngày, người ta đã quan sát thấy 21 mảnh của SL9 đâm vào bề mặt Sao Mộc gây ra các hố va chạm. Hố đầu tiên do mảnh A (các mảnh của SL9 được đánh dấu theo thứ tự bảng chữ cái tiếng Anh từ A đến W) vào lúc 20h13 UTC lao vào khí quyển Sao Mộc với tốc độ khoảng 60 km/s. Các thiết bị trên tàu Galileo quan sát thấy quả cầu lửa đạt nhiệt độ đến 24.000 K (lưu ý nhiệt độ lớp khí quyển Sao Mộc chung quanh đó chỉ khoảng 130 K), và nhanh chóng hạ xuống 1.500 K trong vòng 40 giây.